# З/Л/О: Новый вирус
«З/Л/О: Новый вирус» (англ. «V/H/S: Viral», стилизовано, как З/Л/О³ Новый вирус) —  американский антологический фильм ужасов 2014 года, снятый компанией Bloody Disgusting. Третий фильм франшизы З/Л/О, созданной Брэдом Миской, в котором представлена серия короткометражных фильмов, написанных и снятых Начо Вигалондо, Марселем Сармиенто, Греггом Бишопом, Джастином Бенсоном и Аароном Скоттом Мурхедом.
Сегменты З/Л/О 3 включают в себя историю о ненормальном иллюзионисте, который получает магический предмет огромной силы; о самодельной машине, которая открывает дверь в параллельный мир; о подростках-скейтерах, которые невольно становятся жертвами мексиканского ритуала культа смерти. Был снят дополнительный сегмент, но короткометражка Тодда Линкольна "Великолепный вихрь" была вырезана в последний момент, поскольку не вписывалась в общую тему фильма. Короткометражка включена в качестве дополнительного эпизода на DVD и Blu-ray, который начинается после окончания титров основного фильма. 23 октября 2014 года фильм вышел на Video on Demand, 21 ноября — вышел в ограниченный прокат в США. В российский прокат картина вышла 6 ноября 2014 года. Фильм получил в основном негативные отзывы кинокритиков (рейтинг 35 %, что основано на 31 рецензии критиков, со средней оценкой 4/10, на Rotten Tomatoes).

## Сюжет

### Порочные круги/кадровое повествование (Пролог)
Режиссер: Марсель Сармиенто
Авторы сценария: Ти Джей Симфел, Дэвид Уайт и Марсель Сармьенто
Кевин, видеограф-любитель, постоянно снимает свою девушку Айрис. Сначала она утверждает, что ей это нравится, но потом начинает раздражаться и беспокоиться из-за навязчивого желания своего парня снимать ее. Также становится очевидным, что Кевин использует видеосъемку в качестве механизма преодоления последствий жизни с жестокой бабушкой, которая в один прекрасный момент разбивает ему нос. Позже вечером в его район приезжает скоростная погоня за грузовиком с мороженым. Кевин становится свидетелем погони, которую транслируют по телевидению, и видит возможность создать вирусное видео. Он не успевает снять кадры и наблюдает, как грузовик проносится мимо его дома, хотя и видит, как Айрис в оцепенении выходит на улицу, получив таинственный видеозвонок, а затем исчезает, повернувшись спиной. Увидев, как грузовик сбивает полицейского, который попросил его уступить дорогу, Кевин пускается в погоню за грузовиком, подбадриваемый изображениями паникующей Айрис, передаваемыми на его мобильный телефон. Кевин продолжает преследовать грузовик, неоднократно объезжая окрестности, на протяжении всего фильма, во время которого люди получают на свои мобильные телефоны странные изображения, вызывающие у них приступы безумия. Фильм переходит к первому сегменту.

### Данте Великий
Режиссер и автор Грегг Бишоп
Этот фрагмент частично построен как документальное расследование, в котором интервью экспертов в области магии, театральных критиков, сотрудников правоохранительных органов и главного героя перемежаются на протяжении всей истории.
Джон МакМаллен, житель трейлерного парка и бездарный иллюзионист, обнаруживает плащ, который когда-то принадлежал Гарри Гудини. Джон обнаруживает, что плащ наделяет его способностью творить настоящую магию. Взяв сценический псевдоним "Великий Данте", Джон использует свои новообретенные способности для выступлений перед большими аудиториями и становится очень знаменитым. Однако Джон узнает, что для работы плаща необходимы регулярные человеческие жертвоприношения. Для этого он нанимает несколько женщин-ассистенток и снимает на видео, как он произносит заклинание и наблюдает, как плащ пожирает их. Он также использует свои способности, чтобы вызвать и убить Клэя Боуленда, жестокого бойфренда Скарлетт Кей, его последней помощницы. Когда Скарлетт обнаруживает коллекцию кассет Джона в потайном отделении его гримерной, она сообщает в полицию, хотя Джону удается использовать свои способности, чтобы избежать задержания. Когда ее допрашивает детектив, Джон использует свои новые способности, чтобы вызвать ее из полицейского участка. Команда спецназа врывается в дом, чтобы арестовать Джона, но Джону удается использовать свою магию, чтобы убить их всех. Он продолжает дуэль со Скарлетт из-за волшебного плаща. Хотя Скарлетт ненадолго удается отнять у него плащ, Джон побеждает ее и возвращает его себе. Прежде чем Джон успевает убить ее, Скарлетт использует трюк, которому он ее научил, чтобы обездвижить его, в результате чего плащ начинает питаться им. Скарлетт сжигает плащ, но находит его в своем доме, висящим на дверце шкафа. Когда она исследует его, пара демонических рук протягивается изнутри плаща и хватает ее.

### Порочные круги (интерлюдия 1)
Возвращаясь к сюжету кадра, Кевин и полиция продолжают преследовать грузовик. Группа подростков пытается снять погоню с моста, один из них в трансе смотрит на свой телефон, а из носа у него идет кровь. Другой подросток, подобравшись слишком близко, поскальзывается и падает с моста, в результате чего его сбивают. Кевина останавливает группа велосипедистов, но они помогают ему преследовать грузовик, когда один из них зацепился за него, раздробил ноги до костей и в конце концов погиб. Несмотря на это, Кевин продолжает свою миссию по спасению Айрис. Фильм переходит к следующему фрагменту.

### Параллельные монстры
Режиссер и сценарист Начо Вигалондо
В Испании Альфонсо, изобретатель, допоздна работает над своим новым проектом, обещая своей жене Марте, что скоро придет спать. Его проект оказывается прототипом межпространственного портала. Когда портал активируется, он открывается, чтобы открыть то, что кажется его гаражом. Альфонсо видит, как копия его самого смотрит на него с другой стороны и сообщает, что портал успешно открыл врата в параллельный мир. Две версии Альфонсо осторожно здороваются друг с другом, преодолевая любопытство, и обнаруживают, что они абсолютно идентичны. Они соглашаются поменяться местами и проходят через портал со своими камерами, чтобы в течение 15 минут исследовать и документировать миры друг друга. Когда главный Альфонсо исследует альтернативную версию своего дома, оказывается, что эти два мира являются точными зеркальными копиями. Главный Альфонсо встречает параллельную версию Марты, которая знакомит его с двумя мужчинами по имени Ориоль. В гостиной по телевизору идет порнографический фильм, а в центре комнаты выставлен мешок с органами. Параллельная Марта побуждает Альфонсо провести церемонию с Ориолем. Потревоженный, главный Альфонсо выходит из дома и становится свидетелем большого дирижабля с перевернутым крестом, который разражается демоническими песнопениями, показывая, что в двух мирах существуют разные доминирующие религии. Когда он пытается запечатлеть дирижабль, его замечают два Ориоля, которые преследуют Альфонсо и ловят его. Их глаза и рот становятся ярко-красными, а один из ориолов снимает штаны, чтобы показать, что вместо пениса у него клыкастое существо. Вернувшись в основной мир, параллельный Альфонсо обнаруживает спящую Марту, возбуждается и фотографирует ее, после чего обнажает свои чудовищные гениталии, пугая проснувшуюся Марту. В параллельном мире главному Альфонсо удается проткнуть пенис Ориоля отверткой и убежать в дом, где параллельная Марта снимает халат, чтобы показать, что у нее такое же демоническое влагалище. В ужасе Альфонсо ударяет ее и убегает обратно в свой мир. Параллельный Альфонсо, весь в крови после встречи с основной Мартой, ударяет ножом своего обычного себя. Появляется параллельная Марта и пожирает параллельного Альфонсо своей клыкастой вагиной, прежде чем основной Альфонсо закрывает портал. Основная версия Марты, также покрытая кровью, закалывает Альфонсо до смерти, решив, что он жестоко напал на нее.

### Порочные круги (интерлюдия 2)
Возвращаясь к сюжету, Кевин продолжает преследовать грузовик, который кружит по району, умоляя полицию помочь ему спасти Айрис. Тем временем группа испаноязычных бандитов устраивает барбекю в честь освобождения одного из них из тюрьмы. Увидев полицейский вертолет, с которого велась трансляция погони, один из них предполагает, что его сдала подружка. Внезапно музыка, звучащая по радио, меняется и становится оперной, в результате чего почетный гость начинает буйствовать и убивает остальных, нанося им удары вилами. Когда грузовик и Кевин проезжают мимо, выясняется, что в хаосе разорвался газовый баллон, в результате чего вечеринка вспыхивает огромным огненным шаром. Фильм переходит в последний сегмент.

### Скейт-видео
Режиссеры: Джастин Бенсон и Аарон Скотт Мурхед
Автор сценария Джастин Бенсон
Джейсон и Дэнни - пара скейтбордистов из Лос-Анджелеса, которые выполняют различные трюки в надежде создать эпическое скейт-видео. Нанятый ими видеограф Тейлор толкает их во все более опасные обстоятельства в надежде, что они покалечатся или убьют себя, чтобы он мог заснять последствия и продать их как порнографический фильм. После того как они затевают драку в местном скейтпарке, скейтерам становится скучно. Тейлор предлагает им продолжить съемки в Тихуане, вспомнив, что слышал о прекрасном месте для катания на скейте, где они могли бы закончить свое видео. Тейлор звонит их другу Шону и уговаривает его присоединиться к их поездке в Мексику, оплатив все кредитной картой его отца. Насладившись развлечениями и купив фейерверки, скейтеры впоследствии теряются и сталкиваются с таинственной женщиной. Когда они находят подходящее место - старый канал для наводнений, Тейлор призывает их выполнить еще больше трюков. Когда один из скейтбордистов поранился и пустил кровь на большую пентаграмму, нарисованную на земле, его кровь быстро закипает, несмотря на нормальную температуру тротуара, на котором нарисована пентаграмма. Скейтеры обнаруживают женщину, которую они встретили ранее, стоящую неподалеку. Когда Тейлор представляется и предлагает снять ее на камеру, она внезапно отрывает ему руку. Сразу же после этого группа замаскированных культистов, которые использовали канал как место поклонения демонам, обнаруживает скейтеров и нападает на них. Используя пистолет и свои скейтборды, скейтеры убивают культистов, но Тейлор поджигают, а Шон погибает в схватке. Когда раздается демонический рев, мертвые культисты воскресают в виде оживших скелетов и совершают вторую атаку. Во время второй атаки Джейсон и Дэнни используют купленный ранее фейерверк, чтобы уничтожить несколько скелетов. Они возвращаются на коньках к границе, когда из ливневой канализации появляется существо, которое пытались призвать культисты. Существо съедает раненого Тейлора вместе с его камерой.

### Порочные круги (интерлюдия 3)
Возвращаясь к покадровому сюжету, в новостях, транслирующих погоню, сообщают, что в городе вспыхнуло несколько пожаров. Кевин продолжает преследовать грузовик и в какой-то момент наталкивается на женщину в трансе, у которой идет кровь из носа. Кевин пытается заставить такси остановиться, но водитель отказывается. Водитель также помогает своему другу, порнорежиссеру, снять стриптиз с молодой женщиной на заднем сиденье. Неожиданно женщина наставляет на него пистолет и рассказывает, что режиссеру ранее продал порнографические кадры ее бывший, и это разоблачение разрушило ее жизнь. Она заставляет его раздеться, угрожая прострелить ему промежность. Режиссер отбивается, душит ее, но все трое погибают, когда полицейская машина переворачивается в воздухе и давит такси. Фильм переходит к эпилогу.

### Порочные круги (Эпилог)
На рассвете Кевин наконец догоняет грузовик. Он находит его в пустом бассейне реки, возле которого в начале фильма он снимал Ирис, а вокруг него на земле разбросаны части тела. Осмотрев водительское сиденье, он обнаруживает, что оно пустое, а к рулю приклеена скотчем пара оторванных рук. Осмотрев заднюю часть грузовика, он обнаруживает несколько телевизоров, поставленных друг на друга, как в первых двух фильмах. На экране одного из телевизоров появляется Айрис и требует, чтобы Кевин загрузил отснятый материал на телеканалы и в Интернет. Сначала он отказывается, ссылаясь на то, что из-за этих видео люди по всему городу сходят с ума, но когда Айрис начинает жестоко калечить себя, он сдается и нажимает кнопку с надписью "UPLOAD". Сделав дело, он выходит из грузовика, а изображение Айрис на экране продолжает дразнить его. Снаружи он обнаруживает Айрис, которая уже некоторое время была мертва, прислонившись к грузовику с засунутым в рот мобильным телефоном. Кевин вытаскивает телефон изо рта и видит, что он находится в режиме selfie. Он в шоке смотрит на себя на экране с кровоточащим носом, подразумевая, что он тоже пострадал от видео. В заключительном кадре фильма, поставленном под финал Девятой симфонии Бетховена, виден горизонт Лос-Анджелеса, клубы дыма, включенные и выключенные огни и вертолет, кружащий над головой, показывающий, что загруженные видео стали вирусными и начали влиять на тысячи людей, тем самым выполняя более масштабную угрозу, представленную в первых двух фильмах.

### Великолепный вихрь
Режиссер: Тодд Линкольн
Автор сценария Тодд Линкольн
Сюрреалистическая короткометражка без диалогов о зловещей, теневой организации, которая выслеживает серийного убийцу.
Примечание: Эта короткометражка была вырезана в последний момент, поскольку не вписывалась в общую тему фильма. (В основном она была вырезана из-за того, что не является фильмом в жанре found-footage). Короткометражка включена в качестве дополнительного материала на DVD и Blu-ray, начинается после окончания титров основного фильма.

## В ролях

### Порочные круги
- Патрик Лоури в роли Кевина
- Эмилия Зорян в роли Айрис
- Стив Беренс в роли полицейского
- Стефани Сильвер в роли Евы
- Анжела Гарсия в роли Каролины
- Гэри Шугарман в роли Льюиса
- Селия К. Милиус в роли бабушки
- Гарретт Бейлз в роли напуганного парня
- Вэл Вегас в роли Габриэлы
- Хорхе Маркес в роли Карлоса
- Чад Гернеро в роли дяди Альберто
- Ноэль Энн Мэбри в роли Лулу
- Кенни Бернс в роли таксиста
- Мэри Ралстон в роли девушки
- Энтони Роджерс в роли парня
- Ричард Кауч в роли лучшего друга парня

### Данте Великий
- Джастин Уэлборн в роли Данте Великого
- Эмми Арго в роли Скарлет Кей
- Дэн Каудилл в роли детектива Грегори Хьюза
- Стивен Каудилл в роли лидера группы "Сват
- Натан Мобли в роли театрального критика
- Джон Курран в роли Блэкстоуна
- Сьюзан Уильямс в роли мамы Данте
- Грегг Бишоп в роли режиссера документального фильма
- Майкл Аарон Милджиан в роли Клэя
- Мэтт Пиви в роли офицера спецназа
- Рэнди Макдауэлл в роли Гарри Гудини
- Кэрри Киган в роли самой себя
- Джессика Луза
- Грейсон Чедвик
- Аманда Беккер
- Аманда Холл
- Блэр Редфорд
- Кори Раус
- Джессика Серфати

### Параллельные монстры
- Густаво Сальмерон в роли Альфонсо
- Мариан Альварес в роли Марты
- Хави Даура в роли Ориоля (1)
- Эстебан Наварро в роли Ориоля (2)

### Скейт-видео
- Ник Бланко в роли Дэнни
- Чейз Ньютон в роли Джейсона
- Шейн Брэйди в роли Тейлора ("оператор")
- Кристиан Толедо в роли Сэма
- Дэвид Кастро в роли Скандирующего человека
- Анхель Сала-Белен в роли Лица Черепа
- Джавед Эль Берни в роли Лица Черепа
- Майкл Флорес в роли Лица Черепа
- Александра Бесоре в роли Темной женщины-феи
- Наталия Феррейро в роли жуткой женщины
- Джонес Джонс в роли Костяного лица
- Конрад К. Пратт в роли Костяного лица
- Джон Оравек в роли Бродяги в парке

### Великолепный вихрь
- Джейден Робинсон в роли Императрицы
- Шайенн Скарборо в роли Человека в маске
- Джексон Джеймс в роли Человека в маске
- Марк Стивен Уорд в роли человека в маске
- Тейлор Уэст в роли женщины из ритуальной комнаты
- Джейд Готчер в роли женщины из ритуальной комнаты
- Тиффани Хэмилл в роли женщины из ритуальной комнаты
- Темпл Халл в роли женщины из ритуальной комнаты
- Кейси Лэндолл в роли женщины из ритуальной комнаты
- Ниуша Хосровьяр в роли женщины из ритуальной комнаты
- Жаннин Харрингтон в роли женщины-жертвы
- Анна Казми в роли женщины-жертвы
- Келси Ришо в роли женщины-жертвы
- Фейт Толлефсон в роли женщины-жертвы
- Рим Басма в роли женщины-жертвы
- Линдси Клифт в роли женщины-жертвы
- Лаура Эшманн в роли женщины-жертвы
- Хлоя Николс в роли женщины-жертвы

## Производство
З/Л/О: Новый вирус снимался с 1 мая 2014 года по 8 мая 2014 года. Он был завершен 1 июля 2014 года.

## Релиз
Фильм вышел в прокат по системе Video on Demand 23 октября 2014 года, а в некоторых кинотеатрах - 21 ноября. Домашний релиз на дисках Blu-ray и DVD состоялся 17 февраля 2015 года благодаря компании Magnet Releasing. Премьера фильма состоялась 20 марта 2015 года на Netflix Instant.

## Прием
Фильм получил в основном негативные отзывы кинокритиков и зрителей. На сайте Rotten Tomatoes фильм получил 34% и средний рейтинг 3,69/10 на основе 32 рецензий. По единодушному мнению сайта, "третий фильм едва ли станет сенсацией, поскольку в нем циклически перебираются наименее пугающие виньетки франшизы". На Metacritic фильм получил 38/100 баллов на основе отзывов 12 критиков, что свидетельствует о "в целом неблагоприятных отзывах" со стороны критиков. Питер Дебрюге из Variety описал фильм как "три игривых, но совершенно одноразовых эксперимента в короткометражном кино". Фрэнк Шек из The Hollywood Reporter написал: "Лишенный оригинальности первого фильма и превосходных записей второго, третий по спирали движется вниз к такому же устареванию, как и формат домашнего видео, давший ему название." А. А. Дауд из The A.V. Club поставил фильму оценку D+ и назвал его "небрежным и неэффективным". Джордан Хоффман из The Guardian поставил фильму 1/5 звезд и написал: "Кроме одного яркого момента с острыми как бритва гениталиями, этот сборник ужасов лишен острых ощущений, страха или креативности". Шон Макомбер из Fangoria поставил фильму 3/4 звезды и написал, что изменение тона по сравнению с предыдущими частями серии фильмов оттолкнет некоторых фанатов, но является "желанной передышкой". Брэд МакХарг из Dread Central оценил фильм в 4/5 звезд и написал: "Короткометражки, составляющие Новый вирус, достаточно изобретательны, чтобы компенсировать промах Сармьенто, даже если каждый из них нарушает "правила" вопиющим образом." Люк Оуэн из Flickering Myth пишет: "У Данте Великого потрясающие визуальные эффекты, злая веселая сцена драки и удивительный стиль. И "Параллельные монстры" Вигалондо, и "Данте Великий" Бишопа заслуживают того, чтобы быть в гораздо лучшей антологии фильмов ужасов".

## Сиквел
В июне 2020 года было объявлено, что перезагрузка франшизы З/Л/О находится в разработке, а четвертая часть под названием З/Л/О 94 будет написана Дэвидом Брукнером. Фильм должен был изменить направление развития франшизы, впервые объединив все короткометражные фильмы антологии в единое повествование. Мировая премьера четвертого фильма состоялась на фестивале Fantastic Fest 26 сентября 2021 года и была встречена положительными отзывами критиков, а первые отзывы говорили о том, что это "возвращение к форме" для серии.